# 파마티나투코투코
파마티나투코투코(Ctenomys famosus)는 투코투코과에 속하는 설치류의 일종이다. 아르헨티나 북부의 토착종이다. 학명은 모식산지인 아르헨티나의 도시 이름에서 유래했다.

## 분포
파마티나투코투코의 서식지는 해발 최대 3,800m 이하의 아르헨티나 라리오하주 지역이다.